# Kuh-e Bozkosch
Der Kuh-e Buzkosch auch  Koh-e Buzkush (persisch بزکش) ist ein Berg in der Nähe von Täbris in Iran. Der Berg ist 2762 m hoch.

## Name
Auf Deutsch bedeutet der Name so viel wie Berg, der die Ziege anzieht.  Buz kuş  kann  bei den Turkvölkern auch Berg, den der 'Adler' fliegen kann oder nicht heißen und ist in der iranischen Mythologie eine Anspielung auf den Vogel Simurgh, der alle Berge des iranischen Hochlands (Afghanistan, Iran, Tadschikistan) beherrscht.